# Euscelidia cobice
Euscelidia cobice là một loài ruồi trong họ Asilidae. Euscelidia cobice được Dikow miêu tả năm 2003. Loài này phân bố ở miền Ấn Độ - Mã Lai.